# 陳玉銘 (汪兆銘政権)
陳 玉銘（ちん ぎょくめい）は中華民国の政治家。北京政府、奉天派の政治家で、後に蒙古聯合自治政府、南京国民政府（汪兆銘政権）で要職をつとめた。

## 事績
1917年（民国6年）、奉天専門学校法科を卒業。以後、警察・検察分野を主に歴任し、奉天省柳河県県長などをつとめる。
1937年（民国26年）9月、陳玉銘は于品卿とともに察南自治政府を組織し、于は最高委員、陳は総務処処長兼民政庁庁長となる。1939年（民国28年）9月、蒙古聯合自治政府が成立すると、察南政庁長官に任ぜられた。翌年3月、南京国民政府（汪兆銘政権）の成立とともに、中央政治委員会委員となる。1943年（民国32年）8月、察南政庁が宣化省に改組されると、参議会参議に異動した。
日本敗北後の消息は不明である。

## 注
1. ↑  徐友春主編『民国人物大辞典 増訂版』による。『最新支那要人伝』は1890年（光緒16年）12月生まれとしている。